# M116 75mm榴弾砲
M116 75mm榴弾砲（M116 75ミリりゅうだんほう、M116 75mm Pack Howitzer (パックハウザー)）は、アメリカ合衆国の榴弾砲。旧称はM1A1 75mm榴弾砲。戦後に、陸上自衛隊にも、供与され、配備された。

## 概要
本砲は当初、駄載により運用する山砲として開発されたもので、「M1920 試作軽榴弾砲」が製作され、試験・改良が重ねられ、1927年8月に「M1 75mm榴弾砲」として、アメリカ陸軍に制式採用された。しかし、財政上の問題により、生産は低調で、1940年までに、91門が生産されたに過ぎなかった。しかし、第二次世界大戦の勃発を受け、1940年9月より、閉鎖機と砲架に改良が加えられた改良型「M1A1 75mm榴弾砲」の、大量生産が開始された。生産は1944年12月まで続けられ、合計で5,288門が生産された。
本砲システムからは用途に応じて、下記のように多数の派生型が開発されている。これらの派生型は、基本的に砲身と駐退復座機、砲尾は同一であり、砲架が違うだけである。
M1砲架
直線式の単一式の足を持ち、木製の車輪を装備する砲架。最も初期型の砲架であり、6個の部品に分解して荷駄の背に乗せて運搬できる。
M3砲架
野砲方式の砲架。ハの字型の脚を有し、改良型は防盾を有する。分解不可能なため1/4tトラック（ジープやM151）による牽引でしか輸送できない。車輪を引き上げることで砲架を直接接地できるため、射撃時の安定性が高い。
M8砲架
空挺投下用の砲架。基本的にはM1砲架と同一の構造であるが、車輪が空気入りのゴムタイヤに変更されている。
本砲の特徴は、1/4tトラック（ジープやM151）による牽引、ヘリ空輸、パラシュート降下など柔軟な運用が可能であることである。初期型のM1では、各々73-107kgの6つのパッケージに分割して駄載することができる。また、空挺型のM8では、駄載する場合は7つ、空中投下する場合は9つのパッケージに分割でき、必要に応じて人力での担送も可能であった。

## 運用
アメリカ陸軍において、本砲は空挺部隊と山岳部隊に配備された。1944年2月型の空挺師団においては、75mm砲装備部隊として3個大隊が編成されており、計36門が装備されていた。2個はグライダー輸送を想定し、それぞれが6門を装備する2個射撃中隊を有していた。残る1個は空中投下を想定し、4門を装備する3個射撃中隊を有していた。同年12月の改編により、合計装備数は60門に増強された。また、第10山岳師団では、12門を装備する大隊3個が編組されていた。
一方、アメリカ海兵隊においては、1943年のEシリーズ編制表では、各師団には12門を装備する3個砲兵大隊が編組されていた。しかし、1944年に採択されたFシリーズ編制表では75mm砲装備大隊は2個に削減され、1945年に採択されたGシリーズ編制表ではついにゼロとされて、105mm砲と155mm砲に完全に更新された。
このようにアメリカ軍において採用される一方で、戦中より、本砲は様々な国に供与された。特に有名なのが中華民国に供与されたもので、計762門が供与され、また、中国国民党軍が本土を放棄したのちに中国共産党によって鹵獲されたものの一部は、さらにベトミン軍に供与された。これらはディエンビエンフーの戦いにおいて、フランス軍が火砲の運用困難と断じた山中を人力担送で踏破し、ディエンビエンフーを包囲する火網の一翼を担った。また、トルコ軍に供与されたものは、トルコ南東部におけるクルディスタン労働者党に対する対ゲリラ作戦において現在でも使用されているほか、アメリカ陸軍においても礼砲用途で少数が運用されている。
陸上自衛隊においても150門以上が供与され、各方面隊直轄の特科部隊（第1特科団や各特科群）において、より大口径の榴弾砲やロケット砲を補完して配備された。しかし1980年ごろより返納が開始され、1980年代後半には運用を終了した。現在では、一部の駐屯地に展示用として残されるのみである。

## 諸元・性能 (M8砲架)
諸元
- 種別: 榴弾砲
- 口径: 75mm
- 砲身長: 1,200mm
- 重量: 650kg
- 全長: 3,200mm
- 砲員数: 6-8名

作動機構
- 砲尾: 水平鎖栓式閉鎖機
- 反動: 液気圧式駐退復座装置
- 砲架: 単脚式

性能
- 俯仰角: -5~+45
- 旋回角: 左右3°
- 最大射程: 8,925m
- 発射速度: 10発/分（最大）, 6発/分（持続）

砲弾・装薬
- 弾薬: 半完全弾薬筒（M66 HEAT弾のみ完全弾薬筒）
- 砲弾: 　
  - M48榴弾 /67式榴弾 
    - 有効範囲：正面幅20m×縦深15m

  - M66 HEAT弾 
    - 侵徹長：86mm